# Dąbrowskie-Osada
Dąbrowskie-Osada (do 31 grudnia 2014 Dąbrowskie) – osada w Polsce położona w województwie warmińsko-mazurskim, w powiecie oleckim, w gminie Olecko.
Zobacz też: Dąbrowskie